# Jiřina Kadlecová
Jiřina Kadlecová, z domu Kodrová (ur. 1 czerwca 1948 w Pradze) – czechosłowacka hokeistka na trawie, medalistka olimpijska.
Uczestniczka letnich igrzysk olimpijskich w Moskwie w 1980. Wystąpiła we wszystkich spotkaniach turnieju, w którym strzeliła dwie bramki (po jednej w meczu z Zimbabwe i Austrią). Czechosłowackie hokeistki w swoim jedynym występie olimpijskim zdobyły srebrny medal.
Ze swoim klubem (Slavoj Vyšehrad) zdobyła mistrzostwo kraju w 1970 roku.